# Plemnia

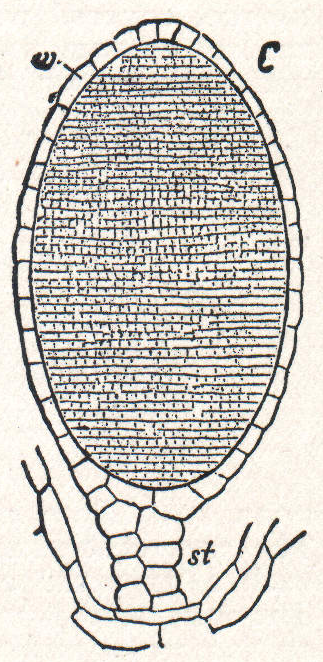
Plemnia wątrobowca

Plemnia, anterydium – haploidalny organ rozmnażania (gametangium), w którym wytwarzane są plemniki. Występuje w wielu grupach systematycznych roślin (zielenice, mszaki, paprotniki), grzybów i glonów nie zaliczanych do roślin. Plemnia może być jednokomórkowa lub wielokomórkowa.

## Grzyby i organizmy grzybopodobne
Plemnie występują głównie u lęgniowców (Oomycota). Jądro komórkowe z plemni poprzez kanał utworzony pomiędzy plemnią i lęgnią przenosi się do lęgni, w której łączy się z jej komórką jajową. Równocześnie następuje plazmogamia i kariogamia. Powstaje diploidalna zygota, która otacza się grubą ścianą komórkową tworząc przetrwalnik zwany oosporą.
Zdecydowana większość gatunków lęgniowców jest homotaliczna, tzn. na jednej plesze tworzy zarówno plemnie, jak lęgnie. Plemnie mogą powstawać na tej samej strzępce co lęgnie (monokliniczne), lub na innej strzępce (diklinicznie), mogą powstawać w dowolnym miejscu z boku lęgni (paragenicznie), lub tuż pod lęgnią (hypogenicznie). U gatunków heterotalicznych plemnie tworzą się dopiero po zetknięciu się ze strzępką innej płci (zamiast określenia płeć używa się oznakowania + i -).

## Mszaki
U mchów plemnie powstają na gametoficie i składają się z kilku komórek otoczonych pojedynczą warstwą komórek tworzących ściankę plemni. Rozwijają się na szczycie ulistnionej łodyżki nazywanej gametoforem. Plemnie mogą występować na tej samej łodydyżce co rodnia lub na oddzielnej. Mają kształt maczugowaty lub kulisty. Wewnątrz znajdują się liczne komórki, z których po podziale powstają po dwa plemniki. Po dojrzeniu plemniki wydostają się na zewnątrz.
U wątrobowców plemnie umieszczane są w górnej powierzchni plechy gametofitu, mają kształt jajowaty i podobnie jak u mchów zawierają liczne plemniki.

## Paprotniki
U paprotników jednakozarodnikowych plemnie, podobnie jak rodnie, rozmieszczone są na spodniej stronie gametofitu. Mają kształt kulisty i składają się z komórek plemnikotwórczych otoczonych ścianką, tworzoną przez kilka komórek. W wodzie plemnie otwierają się uwalniając plemniki.
U paprotników różnozarodnikowych plemnie tworzą się na gametoficie, który zaczyna rozwijać się jeszcze wewnątrz zarodni. Gametofit opuszcza mikrosporangium po jego otwarciu wciąż otoczony ścianą mikrospory. W środowisku wilgotnym, komórki plemnikotwórcze przekształcają się w dwuwiciowe plemniki i opuszczają plemnie po pęknięciu ścian mikrospory.

## Nasienne
U roślin nagonasiennych, jak i u okrytonasiennych plemnia wraz z całym gametofitem jest szczątkowa – zredukowana jest do pojedynczej komórki generatywnej w obrębie ziarna pyłku. U nagonasiennych komórka generatywna dzieli się na komórkę trzonową (ścienną) i plemnikotwórczą (generatywną właściwą). Pierwsza pozostaje przy komórkach przedroślowych, a druga, po dotarciu łagiewki do dojrzałej komórki jajowej, dzieli się na dwie komórki plemnikowe, z których jedna dokonuje zapłodnienia a druga degeneruje (obumiera). U okrytonasiennych komórka generatywna dzieli się tylko na dwie komórki plemnikowe.